# Eurema raymundoi
Eurema raymundoi is een vlinder uit de familie van de witjes (Pieridae), onderfamilie Coliadinae.
De wetenschappelijke naam van de soort werd in 1928 gepubliceerd door Romualdo Ferreira d'Almeida.